# Haberdenizli.com
 (juillet 2020).

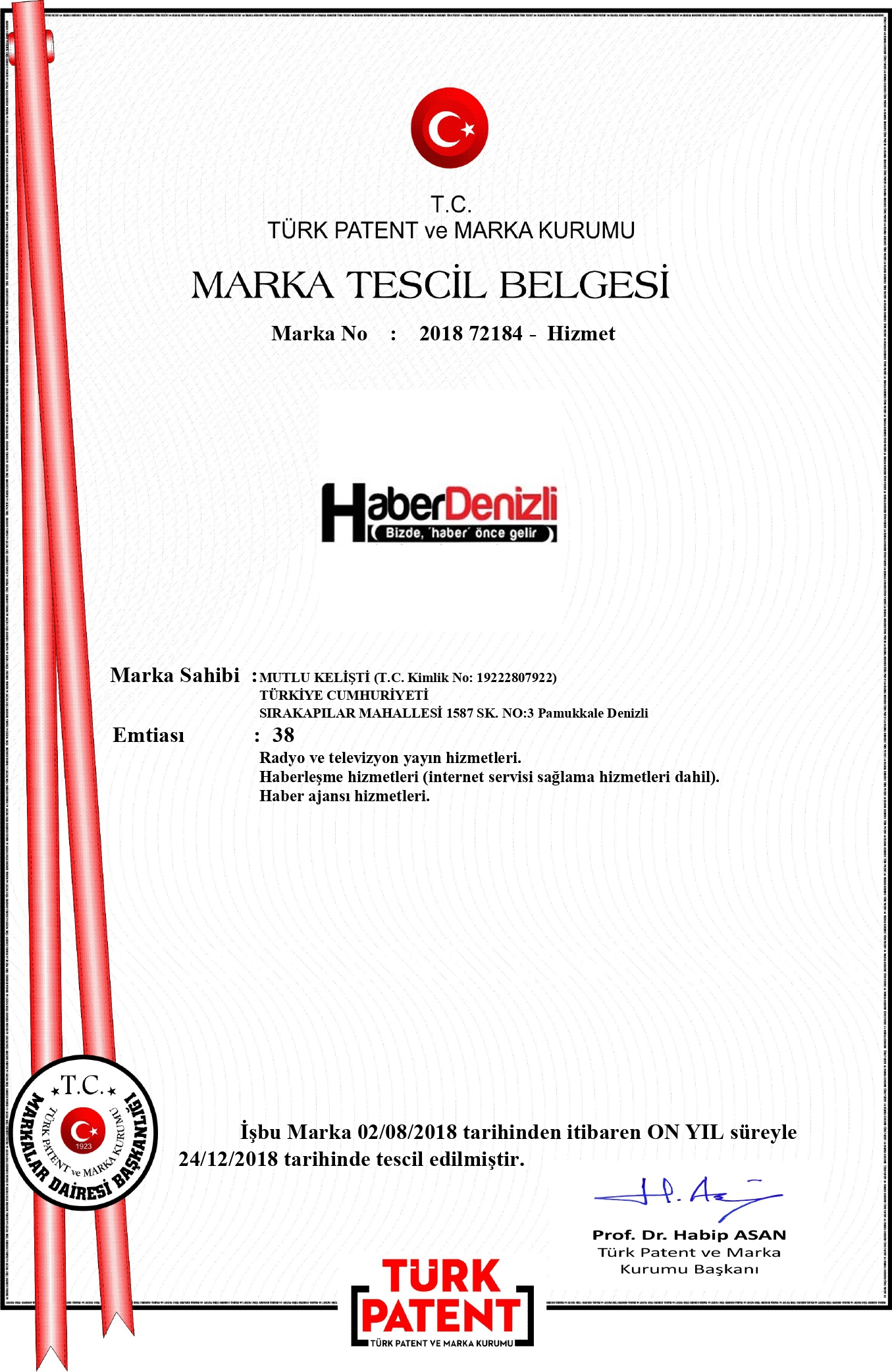
Certificat de marque Haberdenizli.com

Haberdenizli.com est un site d'actualités d'actualités en turc créé en 2007,,.
En 2018 T.C. L'enregistrement officiel des marques a été effectué par l'Institut turc des brevets,,.
Haberdenizli contient l'actualité de la ville de Denizli a des nouvelles religieuses, historiques, politiques et locales, et 2 millions de visiteurs visitent le site chaque mois,,.